# Инье (Мёрт и Мозель)
Инье́ (фр. Igney) — коммуна во французском департаменте Мёрт и Мозель региона Лотарингия. Относится к  кантону Бламон.	

## География
Инье расположен в 50 км к востоку от Нанси. Соседние коммуны: Аврикур на севере, Фолькре на востоке, Гонье на юго-востоке, Репе и Отрепьер на юге, Амнонкур на западе.

## История
- До 1871 года Инье был частью округа Сарребур, в департаменте Мёрт. Для сохранения целостности частной железнодорожной линии и доступа к станции Аврикур, Франция вели переговоры с Германской империи о исправление границ. В результате город остался после 1871 года французским, но в период с 10 мая (Франкфуртский договор) по 12 октября 1871 года (подписание Конвенции в Берлине об исправлении границы), Инье принадлежал Германской империи в течение 5 месяцев.
- Коммуна была сильно повреждена во время Второй мировой войны (1939-1945).

## Демография
Население коммуны на 2010 год составляло 116 человек.
| 1962 | 1968 | 1975 | 1982 | 1990 | 1999 | 2010 |
| ---- | ---- | ---- | ---- | ---- | ---- | ---- |
| 155  | 168  | 160  | 143  | 141  | 127  | 116  |